# Isotopes de l'erbium
L'erbium (Er, numéro atomique 68) possède 36 isotopes connus, de nombre de masse variant entre 142 et 177, ainsi que 13 isomères nucléaires. Parmi ces isotopes, six sont stables, 162Er, 164Er, 166Er, 167Er, 168Er et 170Er ; ils représentent la totalité de l'erbium naturel. Comme tous les éléments plus lourds que le zirconium, l'erbium est théoriquement instable, et tous ses isotopes stables sont soupçonnés d'être faiblement radioactifs, se désintégrant par émission α en isotopes du dysprosium correspondants. On attribue à l'erbium une masse atomique standard de 167,259(3) u.
Parmi les radioisotopes artificiels caractérisés, les plus stables sont 169Er (demi-vie de 9,392 jours), 172Er (49,3 heures), 160Er (28,58 heures), 165Er (10,36 heures), 171Er (7,516 heures), 161Er (3,21 heures) et 158Hf (2,29 heures). Tous les autres radioisotopes ont une demi-vie inférieure à une heure, et la plupart inférieure à une minute.
Parmi les isomères nucléaires, les plus stables sont 149m1Er (t* de 8,9 secondes) et 167mEr (t* de 2,269 secondes).
Les radioisotopes plus légers que les isotopes stables se désintègrent principalement par émission de positron (β+) en isotopes de l'holmium, à l'exception d'un groupe de quatre isotopes (152Er à 155Er) qui se désintègre également (voire majoritairement) par émission α en isotopes du dysprosium. 158Er, 160Er et 165Er font également exception en se désintégrant eux par capture électronique, également en isotopes l'holmium. Les radioisotopes plus lourds que les isotopes stables se désintègrent tous par désintégration β− en isotopes du thulium.

## Erbium naturel
L'erbium naturel est composé des six isotopes stables 162Er, 164Er, 166Er (majoritaire), 167Er, 168Er et 170Er.
| Isotope | Abondance (pourcentage molaire) |
| ------- | ------------------------------- |
| 162Er   | 0,139 (5) %                     |
| 164Er   | 1,601 (3) %                     |
| 166Er   | 33,503 (36) %                   |
| 167Er   | 22,869 (9) %                    |
| 168Er   | 26,978 (18) %                   |
| 170Er   | 14,910 (36) %                   |

## Table des isotopes
| Symbole de l'isotope | Z (p)                | N (n)                | Masse isotopique (u) | Demi-vie          | Mode(s) de désintégration, | Isotope(s)-fils | Spin nucléaire   |
| Symbole de l'isotope | Énergie d'excitation | Énergie d'excitation | Énergie d'excitation | Demi-vie          | Mode(s) de désintégration, | Isotope(s)-fils | Spin nucléaire   |
| -------------------- | -------------------- | -------------------- | -------------------- | ----------------- | -------------------------- | --------------- | ---------------- |
| 142Er                | 68                   | 74                   | 141,97231(47)#       |                   |                            |                 | 0+               |
| 143Er                | 68                   | 75                   | 142,96634(64)#       | 200# ms           |                            |                 | 9/2−#            |
| 144Er                | 68                   | 76                   | 143,96038(43)#       | 400# ms [>200 ns] | β+                         | 144Ho           | 0+               |
| 145Er                | 68                   | 77                   | 144,95739(43)#       | 900(300) ms       | β+                         | 145Ho           | 1/2+#            |
| 145Er                | 68                   | 77                   | 144,95739(43)#       | 900(300) ms       | β+, p (rare)               | 144Dy           | 1/2+#            |
| 146Er                | 68                   | 78                   | 145,95200(32)#       | 1,7(6) s          | β+                         | 146Ho           | 0+               |
| 146Er                | 68                   | 78                   | 145,95200(32)#       | 1,7(6) s          | β+, p                      | 145Dy           | 0+               |
| 147Er                | 68                   | 79                   | 146,94949(32)#       | ~2,5 s            | β+                         | 147Ho           | (1/2+)           |
| 147Er                | 68                   | 79                   | 146,94949(32)#       | ~2,5 s            | β+, p                      | 146Dy           | (1/2+)           |
| 147mEr               | 100(50)# keV         | 100(50)# keV         | 100(50)# keV         | 2,5(2) s          | β+                         | 147Ho           | (11/2−)          |
| 148Er                | 68                   | 80                   | 147,94455(21)#       | 4,6(2) s          | β+ (99,85 %)               | 148Ho           | 0+               |
| 148Er                | 68                   | 80                   | 147,94455(21)#       | 4,6(2) s          | β+, p (0,15 %)             | 147Dy           | 0+               |
| 149Er                | 68                   | 81                   | 148,94231(3)         | 4(2) s            | β+ (93 %)                  | 149Ho           | (1/2+)           |
| 149Er                | 68                   | 81                   | 148,94231(3)         | 4(2) s            | β+, p (7 %)                | 148Dy           | (1/2+)           |
| 149m1Er              | 741,8(2) keV         | 741,8(2) keV         | 741,8(2) keV         | 8,9(2) s          | β+ (96,5 %)                | 149Ho           | (11/2−)          |
| 149m1Er              | 741,8(2) keV         | 741,8(2) keV         | 741,8(2) keV         | 8,9(2) s          | TI (3,5 %)                 | 149Er           | (11/2−)          |
| 149m1Er              | 741,8(2) keV         | 741,8(2) keV         | 741,8(2) keV         | 8,9(2) s          | β+, p (0,18 %)             | 148Dy           | (11/2−)          |
| 149m2Er              | 2611,1(3) keV        | 2611,1(3) keV        | 2611,1(3) keV        | 0,61(8) µs        |                            |                 | (19/2+)          |
| 149m3Er              | 3242,7+X keV         | 3242,7+X keV         | 3242,7+X keV         | 4,8(1) µs         |                            |                 | (27/2−)          |
| 150Er                | 68                   | 82                   | 149,937914(18)       | 18,5(7) s         | β+                         | 150Ho           | 0+               |
| 151Er                | 68                   | 83                   | 150,937449(18)       | 23,5(13) s        | β+                         | 151Ho           | (7/2−)           |
| 151m1Er              | 2585,5(6) keV        | 2585,5(6) keV        | 2585,5(6) keV        | 580(20) ms        | TI (95,3 %)                | 151Er           | (27/2−)          |
| 151m1Er              | 2585,5(6) keV        | 2585,5(6) keV        | 2585,5(6) keV        | 580(20) ms        | β+ (4,7 %)                 | 151Ho           | (27/2−)          |
| 151m2Er              | 10286+X keV          | 10286+X keV          | 10286+X keV          | 0,42(5) µs        |                            |                 | (67/2,69/2,71/2) |
| 152Er                | 68                   | 84                   | 151,935050(11)       | 10,3(1) s         | α (90 %)                   | 148Dy           | 0+               |
| 152Er                | 68                   | 84                   | 151,935050(11)       | 10,3(1) s         | β+ (10 %)                  | 152Ho           | 0+               |
| 153Er                | 68                   | 85                   | 152,935063(9)        | 37,1(2) s         | α (53 %)                   | 149Dy           | 7/2(−)           |
| 153Er                | 68                   | 85                   | 152,935063(9)        | 37,1(2) s         | β+ (47 %)                  | 153Ho           | 7/2(−)           |
| 154Er                | 68                   | 86                   | 153,932783(6)        | 3,73(9) min       | β+ (99,53 %)               | 154Ho           | 0+               |
| 154Er                | 68                   | 86                   | 153,932783(6)        | 3,73(9) min       | α (0,47 %)                 | 150Dy           | 0+               |
| 155Er                | 68                   | 87                   | 154,933209(7)        | 5,3(3) min        | β+ (99,98 %)               | 155Ho           | 7/2−             |
| 155Er                | 68                   | 87                   | 154,933209(7)        | 5,3(3) min        | α (0,022 %)                | 151Dy           | 7/2−             |
| 156Er                | 68                   | 88                   | 155,931065(26)       | 19,5(10) min      | β+                         | 156Ho           | 0+               |
| 157Er                | 68                   | 89                   | 156,93192(3)         | 18,65(10) min     | β+                         | 157Ho           | 3/2−             |
| 157mEr               | 155,4(3) keV         | 155,4(3) keV         | 155,4(3) keV         | 76(6) ms          | TI                         | 157Er           | (9/2+)           |
| 158Er                | 68                   | 90                   | 157,929893(27)       | 2,29(6) h         | CE                         | 158Ho           | 0+               |
| 159Er                | 68                   | 91                   | 158,930684(5)        | 36(1) min         | β+                         | 159Ho           | 3/2−             |
| 159m1Er              | 182,602(24) keV      | 182,602(24) keV      | 182,602(24) keV      | 337(14) ns        |                            |                 | 9/2+             |
| 159m2Er              | 429,05(3) keV        | 429,05(3) keV        | 429,05(3) keV        | 590(60) ns        |                            |                 | 11/2−            |
| 160Er                | 68                   | 92                   | 159,929083(26)       | 28,58(9) h        | CE                         | 160Ho           | 0+               |
| 161Er                | 68                   | 93                   | 160,929995(10)       | 3,21(3) h         | β+                         | 161Ho           | 3/2−             |
| 161mEr               | 396,44(4) keV        | 396,44(4) keV        | 396,44(4) keV        | 7,5(7) µs         |                            |                 | 11/2−            |
| 162Er                | 68                   | 94                   | 161,928778(4)        | Observé stable    | Observé stable             | Observé stable  | 0+               |
| 163Er                | 68                   | 95                   | 162,930033(6)        | 75,0(4) min       | β+                         | 163Ho           | 5/2−             |
| 163mEr               | 445,5(6) keV         | 445,5(6) keV         | 445,5(6) keV         | 580(100) ns       |                            |                 | (11/2−)          |
| 164Er                | 68                   | 96                   | 163,929200(3)        | Observé stable    | Observé stable             | Observé stable  | 0+               |
| 165Er                | 68                   | 97                   | 164,930726(3)        | 10,36(4) h        | CE                         | 165Ho           | 5/2−             |
| 166Er                | 68                   | 98                   | 165,9302931(27)      | Observé stable    | Observé stable             | Observé stable  | 0+               |
| 167Er                | 68                   | 99                   | 166,9320482(27)      | Observé stable    | Observé stable             | Observé stable  | 7/2+             |
| 167mEr               | 207,801(5) keV       | 207,801(5) keV       | 207,801(5) keV       | 2,269(6) s        | TI                         | 167Er           | 1/2−             |
| 168Er                | 68                   | 100                  | 167,9323702(27)      | Observé stable    | Observé stable             | Observé stable  | 0+               |
| 169Er                | 68                   | 101                  | 168,9345904(27)      | 9,392(18) j       | β−                         | 169Tm           | 1/2−             |
| 170Er                | 68                   | 102                  | 169,9354643(30)      | Observé stable    | Observé stable             | Observé stable  | 0+               |
| 171Er                | 68                   | 103                  | 170,9380298(30)      | 7,516(2) h        | β−                         | 171Tm           | 5/2−             |
| 171mEr               | 198,6(1) keV         | 198,6(1) keV         | 198,6(1) keV         | 210(10) ns        |                            |                 | 1/2−             |
| 172Er                | 68                   | 104                  | 171,939356(5)        | 49,3(3) h         | β−                         | 172Tm           | 0+               |
| 173Er                | 68                   | 105                  | 172,94240(21)#       | 1,434(17) min     | β−                         | 173Tm           | (7/2−)           |
| 174Er                | 68                   | 106                  | 173,94423(32)#       | 3,2(2) min        | β−                         | 174Tm           | 0+               |
| 175Er                | 68                   | 107                  | 174,94777(43)#       | 1,2(3) min        | β−                         | 175Tm           | (9/2+)           |
| 176Er                | 68                   | 108                  | 175,95008(43)#       | 20# s             | β−                         | 176Tm           | 0+               |
| 177Er                | 68                   | 109                  | 176,95405(54)#       | 3# s              | β−                         | 177Tm           | 1/2−#            |

1. ↑  En gras pour les isotopes avec des demi-vies plus grandes que l'âge de l'univers (presque stables).
2. ↑  Abréviations :
CE : capture électronique ;
TI : transition isomérique.
3. ↑  Isotopes stables en gras.
4. ↑  Soupçonné de se désintégrer par radiation α en 158Dy ou β+β+ en 162Dy avec une demi-vie supérieure à 140×1012 années.
5. ↑  Soupçonné de se désintégrer par radiation α en 160Dy ou β+β+ en 164Dy
6. ↑  Soupçonné de se désintégrer par radiation α en 162Dy
7. ↑  Soupçonné de se désintégrer par radiation α en 163Dy
8. ↑  Soupçonné de se désintégrer par radiation α en 164Dy
9. ↑  Soupçonné de se désintégrer par radiation α en 166Dy ou par radiation β−β− en 170Yb avec une demi-vie supérieure à 320×1015 années.

### Remarques
- L'évaluation de la composition isotopique est valable pour la plupart des échantillons commerciaux, mais pas pour tous.
- Les valeurs marquées # ne sont pas purement dérivées des données expérimentales, mais aussi au moins en partie à partir des tendances systématiques. Les spins avec des arguments d'affectation faibles sont entre parenthèses.
- Les incertitudes sont données de façon concise entre parenthèses après la décimale correspondante. Les valeurs d'incertitude dénotent un écart-type, à l'exception de la composition isotopique et de la masse atomique standard de l'IUPAC qui utilisent des incertitudes élargies.